# Marœuil
Marœuil és un municipi francès situat al departament del Pas de Calais i a la regió dels Alts de França. L'any 2007 tenia 2.389 habitants.

## Demografia

### Població
El 2007 la població de fet de Marœuil era de 2.389 persones. Hi havia 889 famílies de les quals 184 eren unipersonals (85 homes vivint sols i 99 dones vivint soles), 269 parelles sense fills, 390 parelles amb fills i 46 famílies monoparentals amb fills.
La població ha evolucionat segons el següent gràfic:
Habitants censats

### Habitatges
El 2007 hi havia 952 habitatges, 911 eren l'habitatge principal de la família, 4 eren segones residències i 37 estaven desocupats. 925 eren cases i 24 eren apartaments. Dels 911 habitatges principals, 791 estaven ocupats pels seus propietaris, 110 estaven llogats i ocupats pels llogaters i 11 estaven cedits a títol gratuït; 20 tenien dues cambres, 92 en tenien tres, 216 en tenien quatre i 584 en tenien cinc o més. 763 habitatges disposaven pel capbaix d'una plaça de pàrquing. A 388 habitatges hi havia un automòbil i a 439 n'hi havia dos o més.

### Piràmide de població
La piràmide de població per edats i sexe el 2009 era:
| Homes | Edats   | Dones |
| ----- | ------- | ----- |
| 0     | 95 o +  | 1     |
| 0     | 90 a 94 | 8     |
| 2     | 85 a 89 | 4     |
| 10    | 80 a 84 | 19    |
| 24    | 75 a 79 | 34    |
| 47    | 70 a 74 | 54    |
| 38    | 65 a 69 | 49    |
| 53    | 60 a 64 | 39    |
| 49    | 55 a 59 | 60    |
| 73    | 50 a 54 | 86    |
| 122   | 45 a 49 | 79    |
| 104   | 40 a 44 | 124   |
| 124   | 35 a 39 | 111   |
| 69    | 30 a 34 | 105   |
| 70    | 25 a 29 | 47    |
| 61    | 20 a 24 | 77    |
| 84    | 15 a 19 | 91    |
| 122   | 10 a 14 | 133   |
| 98    | 5 a 9   | 105   |
| 43    | 0 a 4   | 72    |

## Economia
El 2007 la població en edat de treballar era de 1.628 persones, 1.159 eren actives i 469 eren inactives. De les 1.159 persones actives 1.097 estaven ocupades (612 homes i 485 dones) i 62 estaven aturades (35 homes i 27 dones). De les 469 persones inactives 118 estaven jubilades, 218 estaven estudiant i 133 estaven classificades com a «altres inactius».

### Ingressos
El 2009 a Marœuil hi havia 953 unitats fiscals que integraven 2.510,5 persones, la mediana anual d'ingressos fiscals per persona era de 21.702 €.

### Activitats econòmiques
Dels 87 establiments que hi havia el 2007, 1 era d'una empresa extractiva, 2 d'empreses alimentàries, 5 d'empreses de fabricació d'altres productes industrials, 13 d'empreses de construcció, 17 d'empreses de comerç i reparació d'automòbils, 5 d'empreses de transport, 3 d'empreses d'hostatgeria i restauració, 2 d'empreses financeres, 2 d'empreses immobiliàries, 12 d'empreses de serveis, 17 d'entitats de l'administració pública i 8 d'empreses classificades com a «altres activitats de serveis».
Dels 18 establiments de servei als particulars que hi havia el 2009, 1 era una oficina de correu, 1 taller de reparació d'automòbils i de material agrícola, 2 autoescoles, 2 fusteries, 5 lampisteries, 2 electricistes, 3 perruqueries, 1 restaurant i 1 saló de bellesa.
Dels 4 establiments comercials que hi havia el 2009, 1 era un hipermercat, 1 una botiga de menys de 120 m², 1 una fleca i 1 una joieria.
L'any 2000 a Marœuil hi havia 10 explotacions agrícoles que ocupaven un total de 366 hectàrees.

## Equipaments sanitaris i escolars
El 2009 hi havia 1 hospital de tractaments de mitja durada (seguiment i rehabilitació) i 1 farmàcia.
El 2009 hi havia 1 escola maternal i 2 escoles elementals.

## Poblacions més properes
El següent diagrama mostra les poblacions més properes.